# SN 2009ne
SN 2009ne – supernowa typu Ia odkryta 10 listopada 2009 roku w galaktyce A120736+2042. W momencie odkrycia miała maksymalną jasność 18,60m.